# ペーター・ポスト

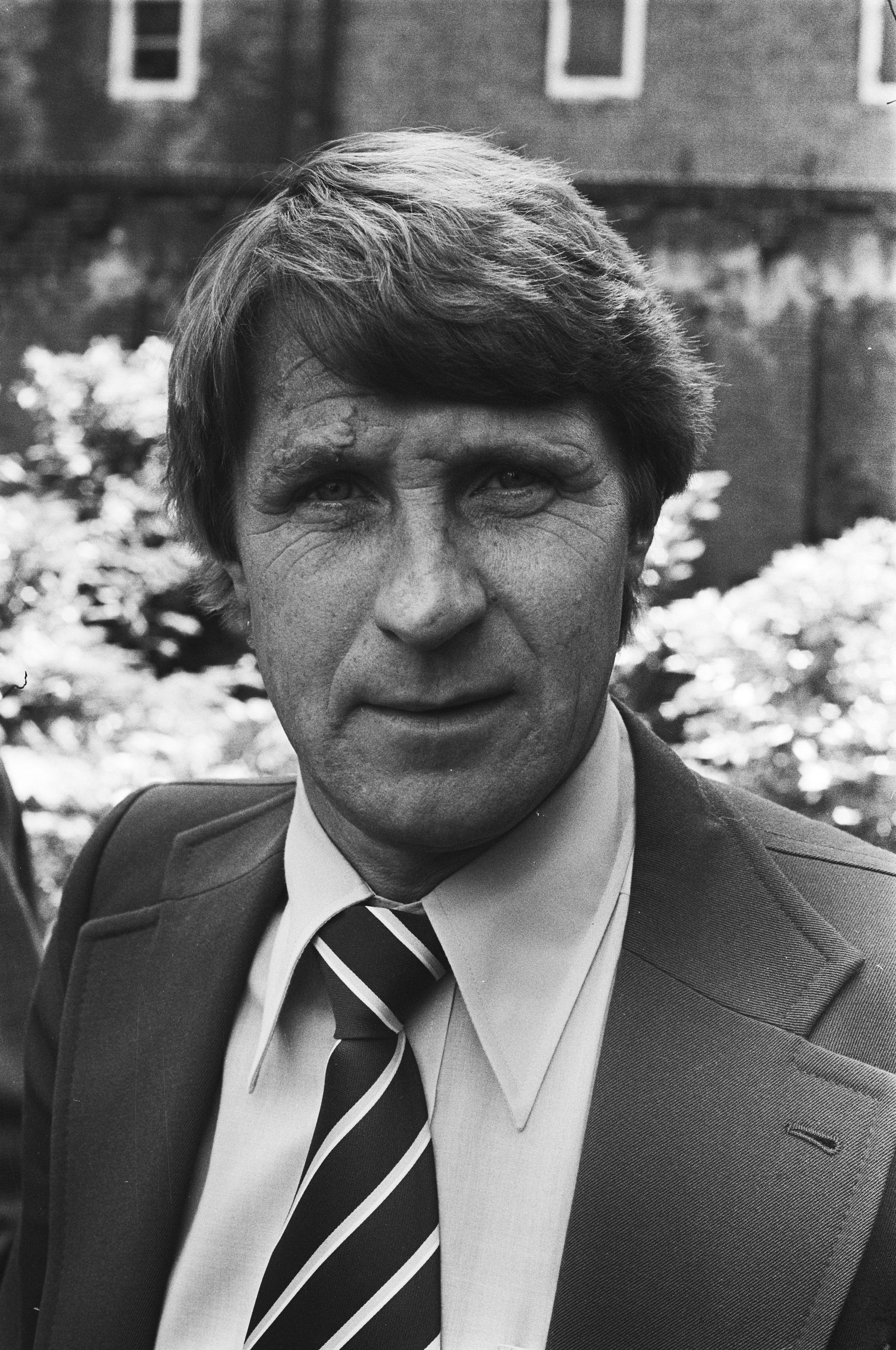
ペーター・ポスト, 1977

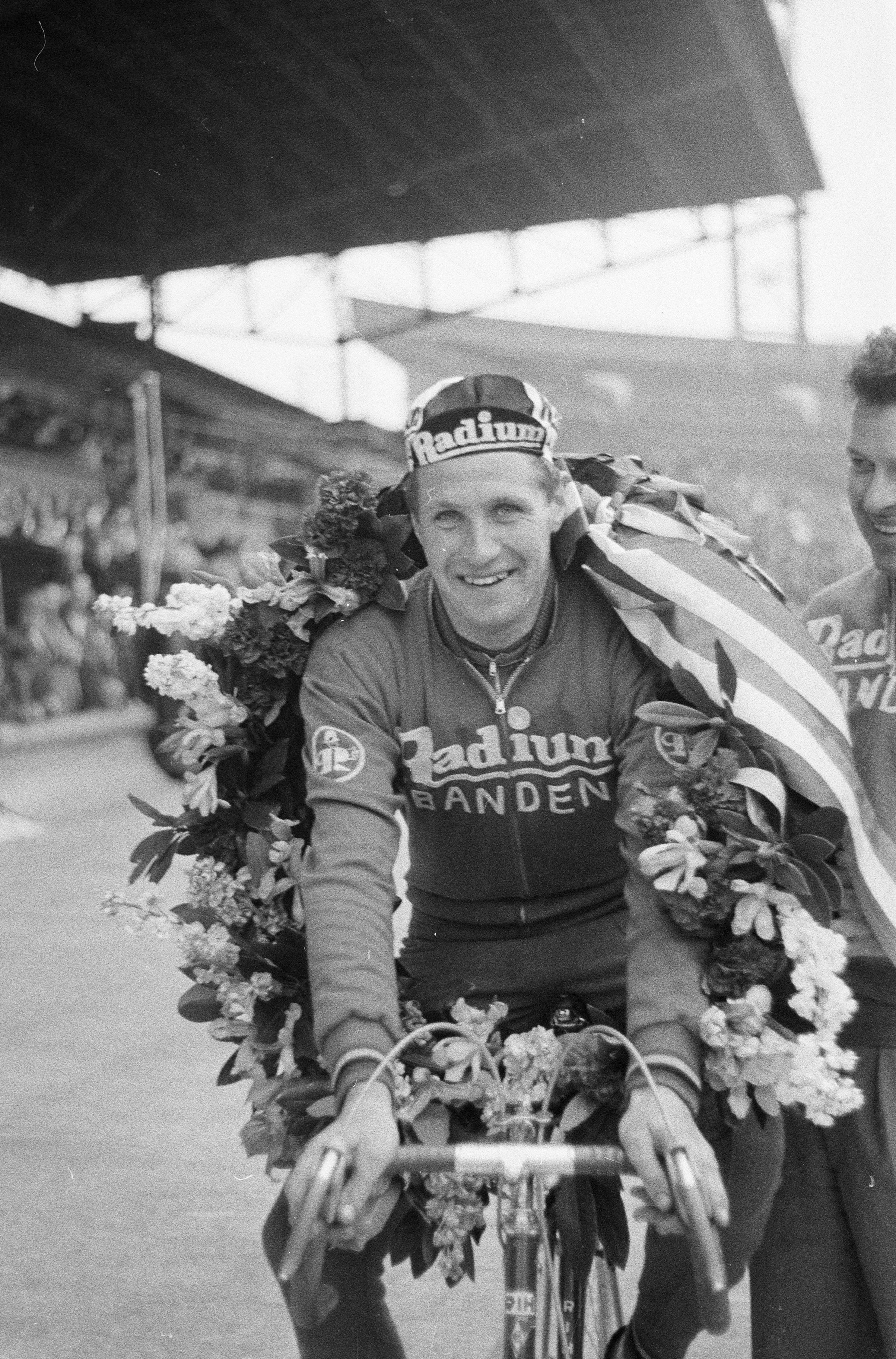
ペーター・ポスト, 1960

ペーター・ポスト（Peter Post、1933年11月12日 - 2011年1月14日）は、オランダ・アムステルダム出身の元自転車競技選手。6日間レースでは一時歴代第1位となる65勝をマークし、「6日間レースの顔」とも言える存在であったが、ロードレースでも活躍し、またチームディレクターとしても名を上げた。

## 選手時代

### ロードレース
1960年にエネコ・ツアーの前身にあたるロンド・ファン・ネデルラント、1962年にドイツ・ツアーで総合優勝を果たした他、オランダ人選手として初めてパリ～ルーベを1964年に制したが、トラックでの走りを熟知しているポストらしく、ルーベの競技場でブノニ・ブエイを最後に競り落としての勝利であった。

### 6日間レース（トラックレース）
ロードレースにおける実績も十分一流と呼べるものであるが、やはりポストといえば、6日間レースのほうが特筆すべき実績を残している。初期の頃はリック・ファン・ローイとコンビを組む回数が多く、10勝をマークしているが、後にスイスのフリッツ・フェニンゲルとの名コンビで19勝をマーク。1968年のミラノ大会で、リック・バンステーンベルヘンがマークしていた通算40勝を上回る41勝をマークして歴代第1位となった。
その後、後に自身の歴代通算勝利記録を更新する若手のベルギー人・パトリック・セルキュとコンビを組み、1971年まで2人のコンビで14勝をマーク。通算65勝を挙げた。同レースにおいて出走回数が100回以上の選手の中で、通算勝率が4割を超えている（155戦65勝。勝率4割1分9厘）のはポストただ一人である。
この他のトラックレースの実績として、オランダ国内選手権の個人追い抜き種目において6回の優勝を果たした他、欧州選手権においては通算14回の優勝を果たしている。1963年にオランダ スポーツマンオブザイヤーを受賞した。

#### 65勝の足跡
| 勝目 | 年   | 開催地           | パートナー                                         |
| ---- | ---- | ---------------- | -------------------------------------------------- |
| 1    | 1957 | シカゴ           | ハーム・シュミッツ                                 |
| 2    | 1959 | アントウェルペン | ヘリット・スヒュルト、クラウス・ブクダール         |
| 3    | 1959 | ブリュッセル     | ヘリット・スヒュルト                               |
| 4    | 1959 | ミュンスター     | ルシアン・ジエン                                   |
| 5    | 1960 | アントウェルペン | ヘリット・スヒュルト                               |
| 6    | 1960 | ベルリン         | リック・ファン・ローイ                             |
| 7    | 1960 | ヘント           | リック・ファン・ローイ                             |
| 8    | 1961 | ケルン           | リック・ファン・ローイ                             |
| 9    | 1961 | アントウェルペン | リック・ファン・ローイ、ウィリー・ファンニッツェン |
| 10   | 1961 | ブリュッセル     | リック・ファン・ローイ                             |
| 11   | 1961 | ヘント           | リック・ファン・ローイ                             |
| 12   | 1962 | ベルリン         | リック・ファン・ローイ                             |
| 13   | 1962 | アントウェルペン | リック・ファン・ローイ                             |
| 14   | 1962 | ドルトムント     | リック・ファン・ローイ                             |
| 15   | 1963 | ケルン           | フリッツ・フェニンゲル                             |
| 16   | 1963 | ミラノ           | フェルディナンド・テッルッツィ                     |
| 17   | 1963 | ブリュッセル     | フリッツ・フェニンゲル                             |
| 18   | 1963 | チューリッヒ     | フリッツ・フェニンゲル                             |
| 19   | 1964 | ケルン           | ハンス・ユンケルマン                               |
| 20   | 1964 | アントウェルペン | フリッツ・フェニンゲル、ノエル・フォレ             |
| 21   | 1964 | ベルリン         | フリッツ・フェニンゲル                             |
| 22   | 1964 | ブリュッセル     | フリッツ・フェニンゲル                             |
| 23   | 1964 | チューリッヒ     | フリッツ・フェニンゲル                             |
| 24   | 1965 | ベルリン         | フリッツ・フェニンゲル                             |
| 25   | 1965 | エッセン         | リック・バンステーンベルヘン                       |
| 26   | 1965 | アントウェルペン | クラウス・ブクダール、ヤン・ヤンセン               |
| 27   | 1965 | ドルトムント     | フリッツ・フェニンゲル                             |
| 28   | 1965 | ブリュッセル     | トム・シンプソン                                   |
| 29   | 1965 | チューリッヒ     | フリッツ・フェニンゲル                             |
| 30   | 1966 | エッセン         | フリッツ・フェニンゲル                             |
| 31   | 1966 | ミラノ           | ジャンニ・モッタ                                   |
| 32   | 1966 | アントウェルペン | フリッツ・フェニンゲル en ヤン・ヤンセン           |
| 33   | 1966 | ヘント           | フリッツ・フェニンゲル                             |
| 34   | 1966 | アムステルダム   | フリッツ・フェニンゲル                             |
| 35   | 1967 | ブレーメン       | フリッツ・フェニンゲル                             |
| 36   | 1967 | エッセン         | フリッツ・フェニンゲル                             |
| 37   | 1967 | アントウェルペン | フリッツ・フェニンゲル、ヤン・ヤンセン             |
| 38   | 1967 | ミラン           | ジャンニ・モッタ                                   |
| 39   | 1967 | ベルリン         | クラウス・ブッダール                               |
| 40   | 1967 | フランクフルト   | フリッツ・フェニンゲル                             |
| 41   | 1968 | ミラノ           | ジャンニ・モッタ                                   |
| 42   | 1968 | ロッテルダム     | パトリック・セルキュ                               |
| 43   | 1968 | ロンドン         | パトリック・セルキュ                               |
| 44   | 1968 | ベルリン         | ヴォルフガング・シュルツェ                         |
| 45   | 1968 | ヘント           | レオ・デュインダム                                 |
| 46   | 1969 | ブレーメン       | パトリック・セルキュ                               |
| 47   | 1969 | アントウェルペン | パトリック・セルキュ、リック・ファン・ローイ       |
| 48   | 1969 | ロッテルダム     | ロマン・デローフ                                   |
| 49   | 1969 | ロンドン         | パトリック・セルキュ                               |
| 50   | 1969 | ドルトムント     | パトリック・セルキュ                               |
| 51   | 1969 | フランクフルト   | パトリック・セルキュ                               |
| 52   | 1969 | アムステルダム   | ロマン・デローフ                                   |
| 53   | 1970 | ケルン           | パトリック・セルキュ                               |
| 54   | 1970 | ブレーメン       | パトリック・セルキュ                               |
| 55   | 1970 | アントウェルペン | レネ・パイネン、クラウス・ブクダール               |
| 56   | 1970 | フロニンゲン     | ヤン・ヤンセン                                     |
| 57   | 1970 | ロンドン         | パトリック・セルキュ                               |
| 58   | 1970 | ブリュッセル     | ジャック・ムリュー                                 |
| 59   | 1970 | チューリッヒ     | パトリック・セルキュ en エリッヒ・シュパーン       |
| 60   | 1971 | ロッテルダム     | パトリック・セルキュ                               |
| 61   | 1971 | グルノーブル     | アレン・ファン・ランケル                           |
| 62   | 1971 | アントウェルペン | レネ・パイネン、レオ・デュインダム                 |
| 63   | 1971 | ロンドン         | パトリック・セルキュ                               |
| 64   | 1971 | ベルリン         | パトリック・セルキュ                               |
| 65   | 1971 | フランクフルト   | パトリック・セルキュ                               |

## チームディレクター時代
1972年に現役を引退したポストは、1974年にTI・ローリーの監督に就任。ハニー・クイパー、ヘリー・クネットマン、ヤン・ラース、ヨープ・ズートメルク（全てオランダ人。また、いずれも世界自転車選手権のプロ・個人ロード優勝経験者）といった名選手たちを指揮した。また1983年にはパナソニックの監督となり、フィル・アンダーソン、エリック・バンデレールデン、ビアチェスラフ・エキモフ、オラフ・ルードヴィッヒ、マウリツィオ・フォンドリエストらを指揮。歴代のチームディレクターとして高い評価も与えられている。
パナソニックの監督を退任後は一時現場から離れたが、2005年からラボバンクの顧問役として活動していた。
また、1965年のツール・ド・フランスにおいて、ドーピング使用を認めた。
2011年1月14日、アムステルダムで死去。77歳没。